# ブラウント郡 (アラバマ州)
ブラウント郡（英: Blount County）は、アメリカ合衆国アラバマ州の北部に位置する郡である。2010年国勢調査での人口は57,322人であり、2000年の51,024人から12.3%増加した。郡庁所在地はオネオンタ市（人口6,567人）であり、同郡で人口最大の都市でもある。
ブラウント郡はアルコール飲料の販売が禁止されている「ドライ郡」（禁酒郡）である。2012年11月6日の住民投票で、アルコール飲料を販売できる住民発議が問われたが、僅差で否決された。

## 歴史
ブラウント郡は1818年2月6日に、1814年8月9日のクリーク族譲渡によってアメリカ合衆国政府が得た土地から、アラバマ準州議会が創設した。郡名はテネシー州知事を務め、1813年から1814年のクリーク戦争ではアラバマの開拓地を援助したウィリー・ブラウントに因んで名付けられた。
ケイレブ・フライリーとジョン・ジョーンズが1816年にベアミート・キャビンを設立した。そこの郵便局は1821年に開局した。1827年12月13日にはブラウンツビルとして法人化された。1889年、郡民投票によって郡庁所在地が現在のオネオンタに移された。

## 地理
アメリカ合衆国国勢調査局に拠れば、郡域全面積は650.60平方マイル (1,685.0 km2)であり、このうち陸地645.59平方マイル (1,672.1 km2)、水域は5.02平方マイル (13.0 km2)で水域率は0.77%)である。
ブラウント郡は州北東四半区域にあり、州内の鉱山地帯と呼ばれている。郡内にはウォリア炭田がある。周りをカルマン郡、マーシャル郡、エトワ郡、ジェファーソン郡、ウォーカー郡、セントクレア郡に囲まれている。ブラックウォリア川のロカスト支流とマルベリー支流に排水している。

### 交通

#### 主要高規格道路
- 州間高速道路65号線
- アメリカ国道31号線
- アメリカ国道231号線
- アメリカ国道278号線
- アラバマ州道75号線
- アラバマ州道79号線
- アラバマ州道132号線
- アラバマ州道160号線

#### 鉄道
- CSXトランスポーテーション、元ルイビル・アンド・ナッシュビル鉄道

### 隣接する郡
- マーシャル郡 - 北東
- エトワ郡 - 東
- セントクレア郡 - 南東
- ウォーカー郡 - 南西
- ジェファーソン郡 - 南
- カルマン郡 - 西、北西

## 人口動態
以下は2000年国勢調査による人口統計データである。
| 基礎データ - 人口: 51,024人 - 世帯数: 19,265 世帯 - 家族数: 14,814 家族 - 人口密度: 31人/km2（79人/mi2） - 住居数: 21,158軒 - 住居密度: 13軒/km2（33軒/mi2） 人種別人口構成 - 白人: 95.08% - アフリカン・アメリカン: 1.19% - ネイティブ・アメリカン: 0.49% - アジア人: 0.14% - 太平洋諸島系: 0.02% - その他の人種: 2.07% - 混血: 1.02% - ヒスパニック・ラテン系: 5.33% 年齢別人口構成 - 18歳未満: 25.4% - 18-24歳: 8.4% - 25-44歳: 29.2% - 45-64歳: 24.1% - 65歳以上: 12.9% - 年齢の中央値: 36歳 - 性比（女性100人あたり男性の人口） - 総人口: 99.7 - 18歳以上: 97.3 | 世帯と家族（対世帯数） - 18歳未満の子供がいる: 34.3% - 結婚・同居している夫婦: 65.5% - 未婚・離婚・死別女性が世帯主: 7.9% - 非家族世帯: 23.1% - 単身世帯: 20.8% - 65歳以上の老人1人暮らし: 9.5% - 平均構成人数 - 世帯: 2.62人 - 家族: 3.02人 収入と家計 - 収入の中央値 - 世帯: 35,241米ドル - 家族: 41,573米ドル - 性別 - 男性: 31,455米ドル - 女性: 22,459米ドル - 人口1人あたり収入: 16,325米ドル - 貧困線以下 - 対人口: 11.7% - 対家族数: 8.6% - 18歳未満: 13.2% - 65歳以上: 17.4% |

## 都市と町

### 都市
- オネオンタ - 郡庁所在地
- ウォリア（一部はジェファーソン郡）

### 町
| - オールグッド - アルトゥーナ（一部はエトワ郡） - ブラウンツビル - クリーブランド - カウンティライン（一部はジェファーソン郡） | - ガーデンシティ（一部はカルマン郡） - ヘイデン - ハイランドレイク - ロカストフォーク - ネクター | - ローザ - スニード - スーザンムーア |

### 国勢調査指定地域
- スモークライズ

ブラウント郡には州内の他郡よりも多くの屋根付橋が多く残っているので、「アラバマ州の屋根付橋首都」と呼ばれている。オネオンタでは毎年秋に屋根付橋祭を開催し、市内に残る3つの屋根付橋を記念している。

## 見どころ
郡内にはリックウッド洞窟群州立公園やブラックウォリア川ロカスト支流など、アウトドア活動に適した場所が多くある。またスワン、ホートンミル、イーズリー各屋根付橋など多くの美しい屋根付橋もある。2009年夏、アラバマ州交通省の推奨でこれら3つの橋は安全のために閉鎖された。修理は2011年まで行われた。